# Osiedle Ogródki
Osiedle Ogródki – osiedle w północno-wschodniej części Wyszkowa (województwo mazowieckie).
Osiedle domów jednorodzinnych, położone na północ od starego cmentarza. Powstało w latach okupacji hitlerowskiej na obszarze, które miejscowy proboszcz przeznaczył tymczasowo na ogródki działkowe dla mieszkańców miasta. Docelowo na tym terenie miał zostać powiększony cmentarz, ale po zniszczeniu miasta wielu Wyszkowian wybudowało na terenie ogródków domy. Po II wojnie światowej odstąpiono od planów powiększania nekropolii i dopuszczono trwałą zabudowę mieszkalną. 